# Alcides Silveira
Alcides Silveira (Montevideo, 18 giugno 1938 – Montevideo, 16 gennaio 2011) è stato un calciatore uruguaiano, di ruolo centrocampista.

## Carriera

### Nazionale
Nel 1959 partecipò con l'Uruguay ad entrambe le edizioni del Campeonato sudamericano che si tennero quell'anno, vincendo il torneo ecuadoriano e venendo eletto miglior giocatore della competizione.

## Palmarès

### Club

#### Competizioni nazionali
- Segunda División Profesional de Uruguay: 1

Sud America: 1957
- Campionato argentino: 3

Independiente: 1960
Boca Juniors: 1964, 1965
- Coppa di Spagna: 1

Barcellona: 1962-1963
- Campionato uruguaiano: 1

Nacional: 1969

### Nazionale
- Campeonato Sudamericano de Football: 1

Ecuador 1959

### Individuale
- Miglior giocatore del Campeonato Sudamericano de Football: 1

Ecuador 1959